# Petra Brocková
Petra Brocková, roz. Polnišová (* 24. února 1976 Bratislava) je slovenská herečka.

## Studium a divadlo
Vystudovala loutkoherectví na VŠMU. Následně působila v Spojeném království a dva roky v milánském divadle Teatro laboratorio mangiafuoco.
Po návratu na Slovensko se stala jedním z klíčových členů divadla GUnaGU v Bratislavě, působí v Divadle L+S, spolupracovala s divadlem Nová scéna, Aréna.

## Televize a film

### S.O.S.
Do povědomí širší veřejnosti vstoupila účinkováním ve slovenské humoristické relaci S.O.S. na STV (spolu se svými kolegy z divadla), kde se podílela i na scénáři a dramaturgii. Jejími nejznámějšími kreacemi v relaci jsou Edita Papeky (parodie slovenské cvičitelky Edity Sipeky), kadeřnice Duňa, porotce Slovensko hledá Superstar Bulo Vyšší (Julo Viršík), Mora Monsterová, reportérka Lujza Mlsná a kultovní postava se sociálním cítěním veverka Eliška.

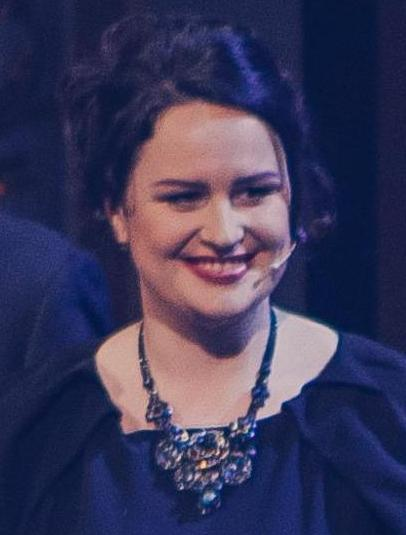
Petra Polnišová

### Muzika
Ve filmu Muzika ztvárnila Miladu Bučičovou, za jejíž ztvárnění byla nominována na Národních filmových oceněních Slnko v sieti.

### Ordinácia v Ružovej záhrade
V Ordinácia v ružovej záhrade ztvárňuje postavu bláznivé sestřičky Nory, které při autonehodě zahynuli oba rodiče a musí se postarat o malou sestru. Brzy se sblíží s doktorem Juríčkom, s kterým otěhotní, a tak se rozhodnou vzít se.

### Partička
Petra Polnišová účinkuje ve slovenské televizní zábavné improvizační show Partička, kde spolu s hereckými kolegy Lukášem Latinákem, Mariánem Miezgou, Róbertem Jakabem, Jurajem Kemkou, Romanem Pomajbem a Danem Danglem improvizují na vybraná témata.

#### Kukátko
Petra účinkuje v prvním improvizovaném sitcomu na jevišti. Kukátko stejně tak jako Partička je pod taktovkou Daniela Dangla a za herecké kolegy má Lukáše Latináka, Mariána Miezgu, Róberta Jakaba, Juraje Kemku. Kukátko vysílá televize JOJ a těší se jak velké oblibě tak i velké kritice.

## Ocenění
- Talent roku 2006
- cena Stana Radiča za objev roku
- Televizní ocenění OTO 2007 v kategorii humorista
- Televizní ocenění absolutní OTO 2007
- nominace na národním udělování filmových cen „Slnko v sieti“ za vedlejší herecký výkon za postavu Milady Bučičové ve filmu Muzika
- Televizní ocenění OTO 2009 v kategorii herečka

## Diskografie, kompilace (výběr)
- 2008 - Veľkí herci spievajú malým deťom 2 - Kniha s CD - Enigma, ISBN 978-80-969830-1-8, Texty: Peter Konečný - Alena Michalidesová - Oľga Záblacká - Svetozár Sprušanský, Hudba: Sisa Michalidesová, (na CD spievajú: Stano Dančiak, Marián Labuda, Marián Geišberg, Martin Huba, Monika Hilmerová, Robert Roth, Petra Polnišová, Ladislav Kerata, Oľga Belešová, Alexander Bárta, Ivo Gogál a Gabriela Dzuríková)

## Filmografie
- 2008 – Muzika, jako Milada Bučičová
- 2015 – Svatojánský věneček
- 2017 – Marie Terezie
- 2017 – Cuky Luky Film
- 2019 – Môj dedo spadol z Marsu
- 2020 – Bourák
- 2021 – Prvok, Šampón, Tečka a Karel
- 2021 – Známí neznámí